# Jan Pieterszoon Coen

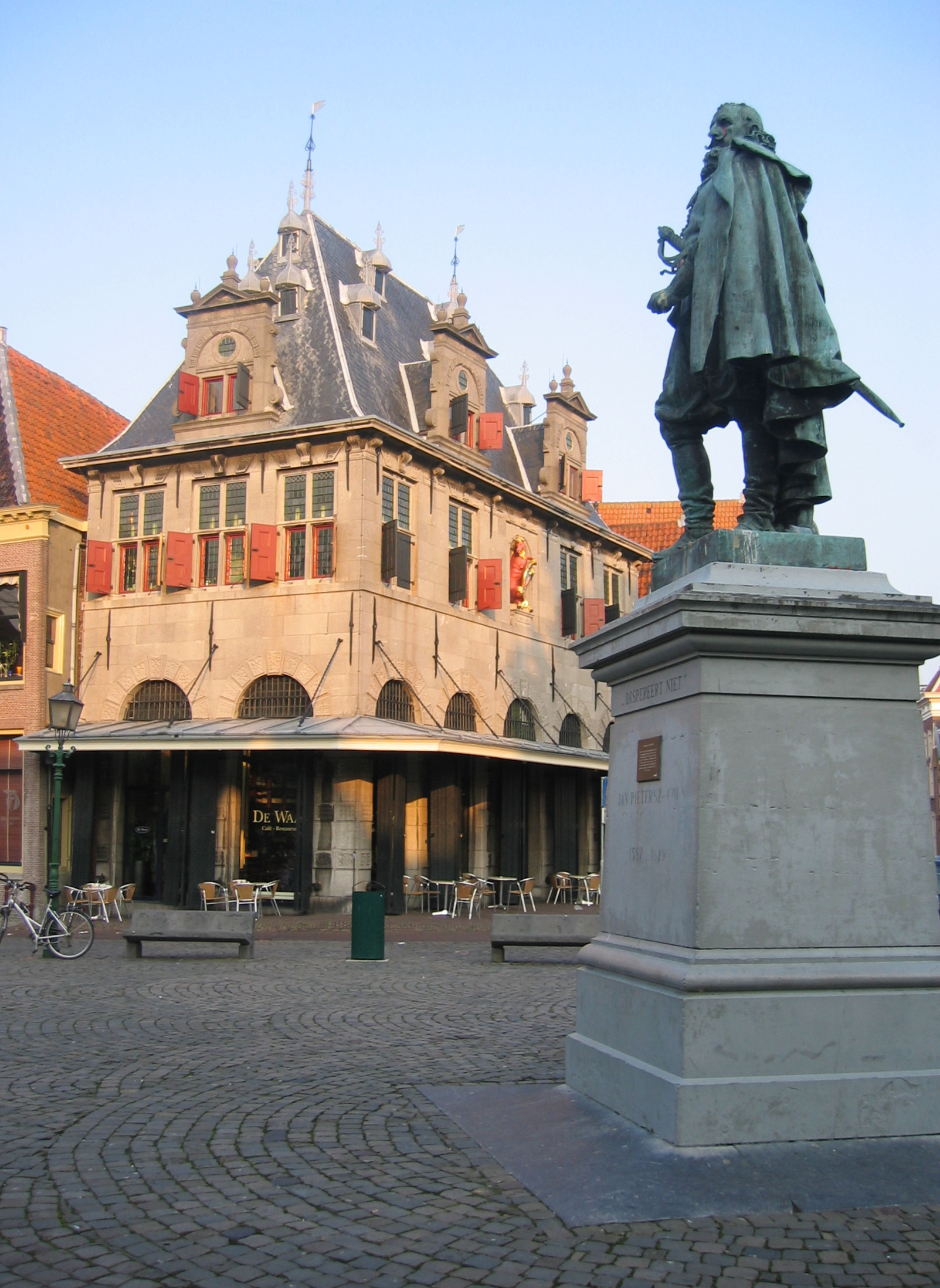
Standbeeld van Jan Pieterszoon Coen in Hoorn; door Ferdinand Leenhoff (1893)

Jan Pieterszoon Coen (Hoorn, 8 januari 1587 – Batavia, 21 september 1629) was een Nederlands koopman, boekhouder-generaal (1613), directeur-generaal (1614) en vanaf 1617 de vierde gouverneur-generaal over alle bezittingen van de Verenigde Oost-Indische Compagnie (VOC) buiten de Republiek der Zeven Verenigde Nederlanden. Zijn bekendheid is onder meer te danken aan het behalen van een monopolie op de lucratieve nootmuskaathandel in 1612 en het stichten van de handelspost Batavia in 1619, die uitgroeide tot de hoofdstad van Nederlands-Indië (het tegenwoordige Jakarta).
Zijn heldenstatus wordt bekritiseerd, vooral vanwege zijn bloederig gewelddadige optreden op de Banda-eilanden waarbij hij een handelsmonopolie verkreeg voor nootmuskaat, foelie en kruidnagel. Hij kreeg hierdoor de bijnaam 'slachter van Banda'. In een brief naar de VOC schreef hij later "(...) we kunnen geen handel drijven zonder oorlog, of oorlog drijven zonder handel".
Zijn bekendste uitspraak is „Dispereert niet, ontsiet uwe vijanden niet, daer en is ter werelt niet dat ons kan hinderen”. Op standbeelden is dit vaak afgekort naar alleen "dispereert niet", wat vertaald kan worden naar 'heb geen wanhoop'.

## Leven

### Jeugd
Coen werd op 8 januari 1587 in Hoorn geboren en op 11 januari 1587 gedoopt in de gereformeerde kerk in Hoorn als een zoon van Pieter Willemsz. (ca. 1561-) afkomstig uit Twisk. Zijn vader was twee jaar daarvoor nog koopman in San Lucar en actief in de zouthandel. Coen had een jongere zuster, Aafje Coen. Zijn moeder Geert Jansd. overleed tijdens de geboorte van Aafje in het kraambed.

### Opleiding in Rome
Op dertienjarige leeftijd vertrok hij vanuit Hoorn naar Rome. Daar ging hij in de leer bij een van oorsprong Vlaamse lakenkoopman uit Oudenaarde, de katholieke Joost de Visscher (Justus Pescatore), waarschijnlijk een vriend of kennis van zijn vader. Coen zou ruim zes jaar in Rome verblijven. Hij leerde er de grondbeginselen van het koopmanschap, waaronder de kneepjes van het dubbel boekhouden (niet te verwarren met dubbele boekhouding). Ook leerde hij er een aantal vreemde talen, waaronder Latijn en Italiaans, maar waarschijnlijk ook Spaans en Portugees. In de eerste helft van 1606 keerde hij, vlak na de dood van zijn vader, terug naar Hoorn. Kort daarna trad hij in dienst van de VOC.

### Huwelijk
Na zijn eerste gouverneurschap terug in Holland trad hij in februari 1625 in het huwelijk met de 19-jarige Eva Ment, een nicht van Pieter Hasselaer. Uit dit huwelijk werden twee dochters geboren, die beiden op jonge leeftijd zouden komen te overlijden. In 1627 reisde hij met vrouw en dochtertje Geertruid incognito naar Indië voor een tweede termijn van gouverneur van Oost-Indië. Ook zijn schoonmoeder, zwager en schoonzuster reisden mee. De eerste twee zouden al spoedig na aankomst in Batavia overlijden. In 1628 overleed ook zijn dochtertje, Geertruid. Kort voor zijn dood in 1629 werd een tweede dochtertje geboren.

### Overlijden
Coen overleed in de nacht van 20 op 21 september 1629, waarschijnlijk aan een acute gastro-enteritis. Na zijn dood keerde zijn vrouw met de retourvloot van november 1629 terug naar Holland. Op weg naar Holland overleed zijn jongste dochtertje. De erfenis werd gedeeld tussen zijn vrouw Eva Ment (7200 gulden) en zuster Aafje Bruyns-Coen (6000 gulden).

## Oost-Indië

### Eerste reis (1607–1611)
In december 1607 vertrok Jan Pieterszoon Coen als onderkoopman met het schip Hoorn voor de VOC voor zijn eerste reis naar Oost-Indië. Er is niet veel bekend, want zijn verslag uit 1610 is niet bewaard gebleven. Tijdens de tocht is de leider van de expeditie, Pieter Willemszoon Verhoeff vermoord door Bandanezen vanwege meningsverschillen over de bouw van een versterking en de aankoopprijs van specerijen. Op 28 juni 1611 keerde hij terug in Nederland.

### Tweede reis en promotie (1612–1617)

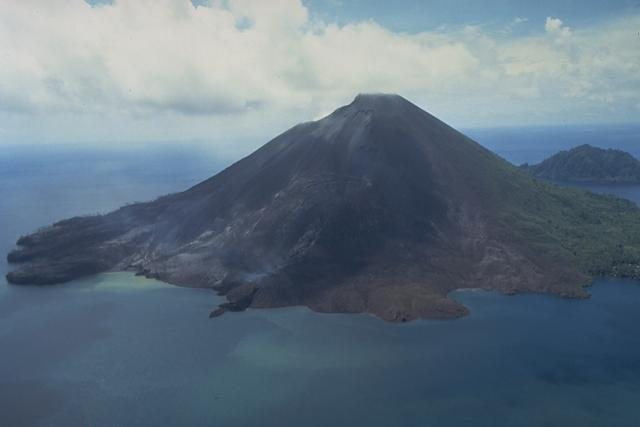
De Gunung Api

Op 12 mei 1612 vertrok Coen voor een tweede zeereis. Om vers water, fruit en groente in te nemen landde het schip op Ilha Brava (Kaapverdië), waar dertien man in een hinderlaag werden gelokt en omkwamen. Omdat hij zijn manschappen een soort hutspot met pruimen geweekt in citroensap te eten gaf, stierf onderweg slechts een van de opvarenden.
Op 9 februari 1613 kwam hij aan in Bantam als opperkoopman en commandeur over de schepen de Geunieerde Provintiën en de Hope. De factorij met de voorraden was afgebrand, enkele medewerkers waren vermoord en de administratie een puinhoop.
Op 22 februari zeilde Coen naar Jacarta. Het hoofd van de vestiging, Abraham Theunemans, werd afgezet en door Coen met geweld verwijderd. In mei ging Coen onder leiding van Both naar de Molukken. Ze brachten een bezoek aan Amboina, Batjan, Ternate en deden een aanval op Tidore. Er werden enige gewapende successen behaald, maar de voorgenomen verovering van het gehele eiland slaagde niet. Een overval op Manilla werd door Both afgewezen. Solor werd door de Portugezen verlaten.
Aziatische vorsten hadden nauwelijks belangstelling voor Europese producten en Coen bepleitte het sturen van klinkende munt in het belang van de intra-Aziatische handel. De inlandse scheepvaart zou naar zijn mening (en die van bewindhebbers) van de specerijeneilanden moeten worden geweerd, omdat de kruidnagelen, nootmuskaat en foelie aan de concurrentie werden verkocht. De levering van sandelhout uit Timor aan China zou moeten worden opgevoerd. Daarnaast zou de immigratie van gezinnen, begeleid door ongehuwd personeel, moeten worden opgevoerd om de eilanden te bevolken.
In 1614 formuleerde Coen een bedrijfsplan voor de VOC. Dit zogeheten Discoers zond hij naar zijn opdrachtgevers in Nederland, de Heren XVII, de bewindhebbers van de VOC. Het Discours was een blauwdruk, een totaalplan voor wat het VOC-imperium uiteindelijk ook geworden is.
Op aanraden van Jacques l'Hermite werd Coen voorgedragen als directeur-generaal over alle VOC-kantoren in Azië. Op 5 november 1614 kwam Gerard Reynst met het bericht uit Amsterdam dat Coen was benoemd tot president van Bantam en Jacarta, maar ook tot boekhouder-generaal. Als tweede man na gouverneur-generaal Reynst zette hij zijn visie in daden om.
De Indische buitenhandel werd opgevoerd. De aankoop van textiel in India werd betaald met zilver uit Japan; de verkoop van deze "kleedjes" in de Indische archipel leverde specerijen en hout, dat werd geëxporteerd naar China. De schepen voeren met lakwerk en porselein retour. Last but not least leverden de Hollanders Chinese zijde in Japan. Batavia zou het centrum van dit netwerk moeten worden en fungeren als stapelmarkt. Met de winst zouden de retourvloten naar het vaderland moeten worden gefinancierd.
De bewindhebbers hadden geopperd om slaven in te zetten bij de bouw van de forten en de pakhuizen. Coen antwoordde op advies van Steven van der Hagen iemand naar Madagaskar te sturen, waar Arabieren verbleven die bij de handel met slaven betrokken waren. Met Laurens Reael kreeg hij een meningsverschil over het toelaten van Aziatische vreemdelingen op de Molukken, Banda en Ambon.
Op 8 mei 1622 liet hij aan de VOC-handelspost in het Indiase Masilupatnam weten dat hij wel honderdduizenden slaven kon gebruiken. Zijn voorkeur ging daarbij uit naar jonge slaven die voor een nageslacht konden zorgen. Alle VOC-handelsposten in Ceylon, Coromandel en Bengalen kregen van Coen opdracht zoveel slaven te kopen als mogelijk was.
De VOC was tegen deelname van de Engelsen aan de specerijenhandel, omdat de kosten voor verdediging van de eilanden tegen Spanje en Portugal tot dan toe voor de VOC waren geweest. Ook het concurrerende schip de Eendracht, uitgerust door Isaac le Maire, die het monopolie had trachten te omzeilen, werd in 1616 in beslag genomen, alsmede twee Franse schepen, afkomstig uit Dieppe en diverse Engelse schepen.

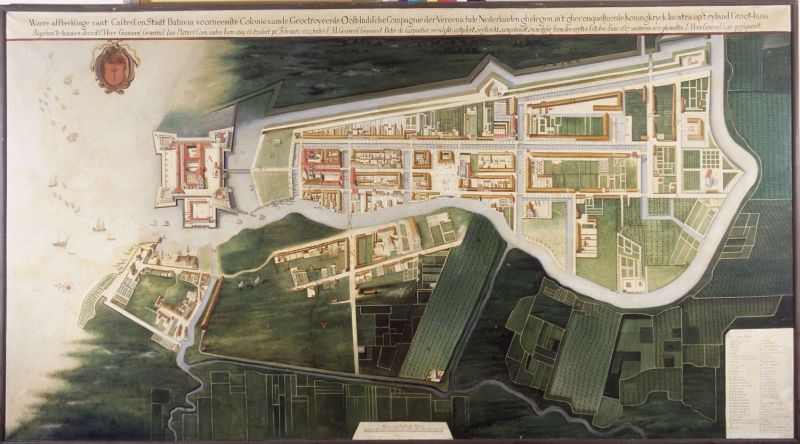
Plattegrond van Batavia uit ca. 1627. Reproductie (ca. 1920) uit de collectie Wereldmuseum Amsterdam

### Eerste termijn als gouverneur-generaal (1618–1623)
In augustus 1617 werd Coen door de Heren XVII aangewezen als gouverneur-generaal. Hij ontving daar echter pas in april 1618 bericht van. Cornelis Coomans stuurde hij vervolgens naar de sultan van Atjeh om te proberen - met uitsluiting van de Britse Oost-indische Compagnie - een handelscontract af te sluiten. Samen met Laurens Reael besloot hij in augustus 1618 tot versterking van de handelspost op de oever van de rivier Tjiliwan, tegenover Jacatra. De bouw van het fort, Fort Jacatra, bracht Coen in conflict met de vorst, Bantam en de Britse Oost-Indische Compagnie.
In november begon hij zonder toestemming met de uitbreiding van fort Jacatra, maar om de zaak in evenwicht te houden kregen ook de Engelsen toestemming hun handelspost op Bantam te versterken. De Engelsen kaapten in 1618 het VOC-schip de Zwarte Leeuw, waarna de koopman Hendrik Janssen en zijn bemanning bij de pangeran van Bantam werden opgesloten. Als tegenmaatregel werd op 24 december de Engelse handelspost verwoest. Op 2 januari 1619 kwam het tot een treffen voor de kust dat onbeslist bleef. Coen zeilde vervolgens naar de Molukken om meer hulp te halen bij Herman van Speult en Adriaen Maertensz. Block. De vloot verzamelde zich bij Madoera. Pieter de Carpentier werd vooruit gezonden vanwege de tegenwind. Onderweg verwoestte de vloot Japara voor de tweede keer. De plaatselijke Chinezen schijnen naar Jacatra te zijn vervoerd om de nieuwe nederzetting met koelies, tuinders, winkeliers en kooplieden te bevolken.
Aan de oostzijde van de Ciliwungrivier werd naast Fort Jacatra begonnen met de bouw van een vierkant kasteel met op de vier hoeken grote uitspringende bastions. Al vanaf de stichting in 1619 waren Javanen niet welkom, want ze zouden opnieuw in opstand kunnen komen. Ondertussen werd in Batavia dag en nacht gewerkt aan het fort onder leiding van Pieter van den Broecke. Willem IJsbrantsz. Bontekoe voer op en neer om een witte koraalsteen die van de zeebodem werd gehaald te lossen. Van den Broecke werd tijdens een onderhandelingspoging met zes man door de Javanen in gijzeling genomen en capituleerde op 1 februari 1619. Hij sloot een verdrag met de Engelsen en de sultan. De wapens zouden worden weggehaald door de Engelsen, de koopmansgoederen kwamen de sultan toe. Toen dit bekend werd in het fort braken de manschappen alles open. Eerst toen kwamen de Bantammers opzetten. De volgende dag werd de sultan door zijn Bantammer principaal afgezet. In de daaropvolgende maanden werd er voornamelijk onderhandeld en nauwelijks geschoten.
De impasse werd op 30 mei 1619 door Coen, die twee dagen eerder met 17 schepen was gearriveerd, doorbroken. De Bantammers werden verjaagd, de vijftien Engelse schepen vertrokken. Er was nauwelijks enige tegenstand. Jacatra werd afgebrand en de bevolking verdreven. De prins trok zich terug in het binnenland en Coen haalde de banden aan met Bantam na een blokkade van de haven. Zo werd de VOC heerser over het hele gewest. Het was Coen gelukt Bantam en Mataram tegen elkaar uit te spelen.
Het fort was al op 12 maart door de bevelhebber Van Raay tot Batavia gedoopt. Niettemin wilde Coen de nederzetting Nieuw-Hoorn noemen (naar zijn geboorteplaats Hoorn), maar hij kreeg geen toestemming van de Heren XVII.
In september 1619 zeilde Coen naar Gresik dat door Mataram twee weken eerder in brand was gestoken. Coen nam Engelse schepen in beslag die voor de haven van Japara lagen, terwijl de VOC in onderhandeling was met de Engelse East India Company. Hij dwong de Chinese kooplieden tegen een vastgestelde prijs de zwarte peper uit te leveren en bij ontduiking de lading op zee in beslag te nemen. Inmiddels verscheen er ook concurrentie vanuit Frankrijk, opgezet door Hollandse kooplieden waaronder Hans de Decker. Nadat de stad Japara tweemaal was verwoest, vroeg Mataram de Nederlanders in 1621 terug te komen, waarop de VOC niet inging.

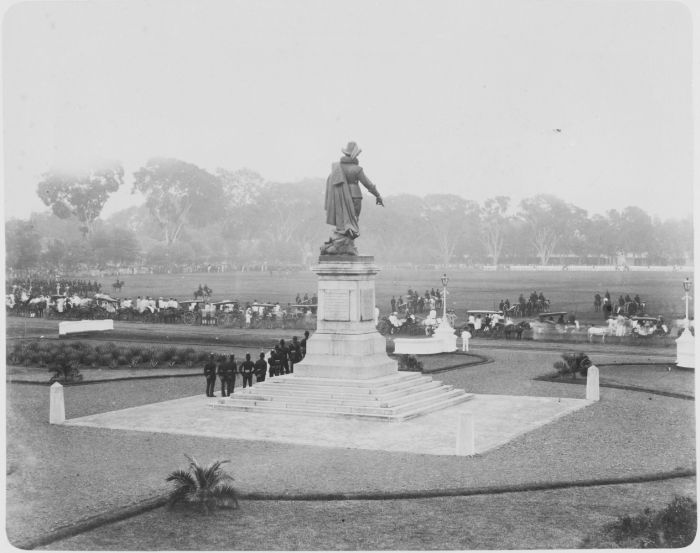
Militaire parade in 1898 bij het standbeeld van Jan Pietersz. Coen op het Waterlooplein in Batavia. Het beeld werd op 4 september 1876 onthuld.

Coen liet in juni 1622 Cornelis Reijersen en Willem IJsbrantsz. Bontekoe met een vloot het Portugese Macau aanvallen, maar het beleg mislukte. Toen onderhandelen met de Ming-autoriteiten in Amoy over het toestaan van vrije handel op China niet lukte werd er een fort gebouwd op een eiland van de Pescadoresarchipel. Om onderhandelingen af te dwingen werden op Manilla varende Chinese jonken gekaapt en werden er strooptochten gehouden langs de kust. Na een belegering van het fort door een Chinees leger trok de vloot twee jaar later verder naar Formosa, buiten de Ming-jurisdictie.
Ook tegen andere concurrenten liet Coen hard optreden:
- Vanwege zijn pogingen een monopolie te bemachtigen, raakte hij opnieuw in oorlog met de Engelsen.
- Tussen 1615 en 1621 werden de oorspronkelijke bewoners van de Banda-eilanden, die in strijd met een verdragsafspraak nootmuskaat bleven verkopen aan Portugezen en Engelsen, gedeporteerd. In hun plaats kwamen er VOC-bondgenoten te wonen, zoals inwoners van Siau die hadden moeten vluchten. Nootmuskaat was veelgevraagd en kwam destijds alleen hier voor. Wie de Banda-eilanden bezat, had het monopolie. De laatste inval was in 1621, toen 1600 VOC soldaten onder leiding van gouverneur Martinus Sonck Lontor veroverden, het laatste Banda-eiland dat nog weerstand bood. Daarmee waren de Banda-eilanden definitief VOC-gebied. Van de ongeveer 10.000 inwoners[18] bleven er minder dan 1.000 achter op de eilanden. Het totale aantal doden onder hen is onbekend. Volgens Coen zelf werden 2500 mensen gedood of kwamen om door honger en ontbering nadat ze de bergen waren ingevlucht .[19][20] Enkele honderden werden gedeporteerd naar Batavia. Coen zelf stelt dat niet meer dan 300 mensen wisten te vluchten. Schattingen van het aantal inwoners door hedendaagse auteurs lopen sterk uiteen. Veel moderne teksten gaan terug op een anonieme melding uit 1635,[20] dat er 15.000[21][22] bewoners waren. Moderne auteurs worden het ook niet eens over het aantal doden, van 2500 tot 14.000[23][24] Een artikel stelt zelfs dat 90% van de bevolking gedood of gedeporteerd werd.[25] Later schrijft Coen zelf: "De inboorlingen zijn meest allen door de oorlog, armoede en gebrek vergaan. Zeer weinig is er op de omliggende landen ontkomen".[20] Ondanks dat Coen geen deel uitmaakte van de laatste, bloedigste verovering, noemen sommigen hem de "Slachter van Banda".[22]
- De haven van Manilla werd geblokkeerd door een vloot onder Willem Jansz, waardoor Chinese kooplieden gedwongen werden Batavia aan te doen.[26]
- Leonard Camps was er een groot voorstander van dat de VOC zich mengde in de handel in zijde tussen China en Japan.[27] Hij was van mening dat de oorlogszuchtige activiteiten, op initiatief van Coen, in 1622 bij Macau gestaakt moesten worden om de handelsactiviteiten in Japan uit te kunnen breiden.[28] De VOC, die de Chinese handelaren dwarsboomde in de Indische Archipel, concentreerde haar activiteiten in juli 1622 op Penghu, het grootste eiland van de Pescadores.
- Coens tactiek was om zo veel mogelijk last te veroorzaken, zodat de Chinese autoriteiten gedwongen zouden worden te onderhandelen over vrije handel.[29] Cornelis van Nijenrode vertrok in oktober naar de kust. Onder Coens opvolger Carpentier kwamen 1.200 Chinezen vanaf het vasteland. Ze werden ingezet bij de bouw van een fort bij Penghu, op de route China - Manilla. Vanwege een mogelijke aanval van de Chinezen op de Pescadores werd besloten de 571 overgebleven Chinezen naar Batavia te vervoeren, om Java, Banda en de Molukken te bevolken. Slechts 33 personen overleefden de tocht.[30]
- De Chinezen raakten onder de indruk van de gevechtskracht en in 1624 kreeg de compagnie toestemming zich op Formosa te vestigen en daar het Fort Zeelandia te bouwen.

### Coen in Holland (1623–1627)

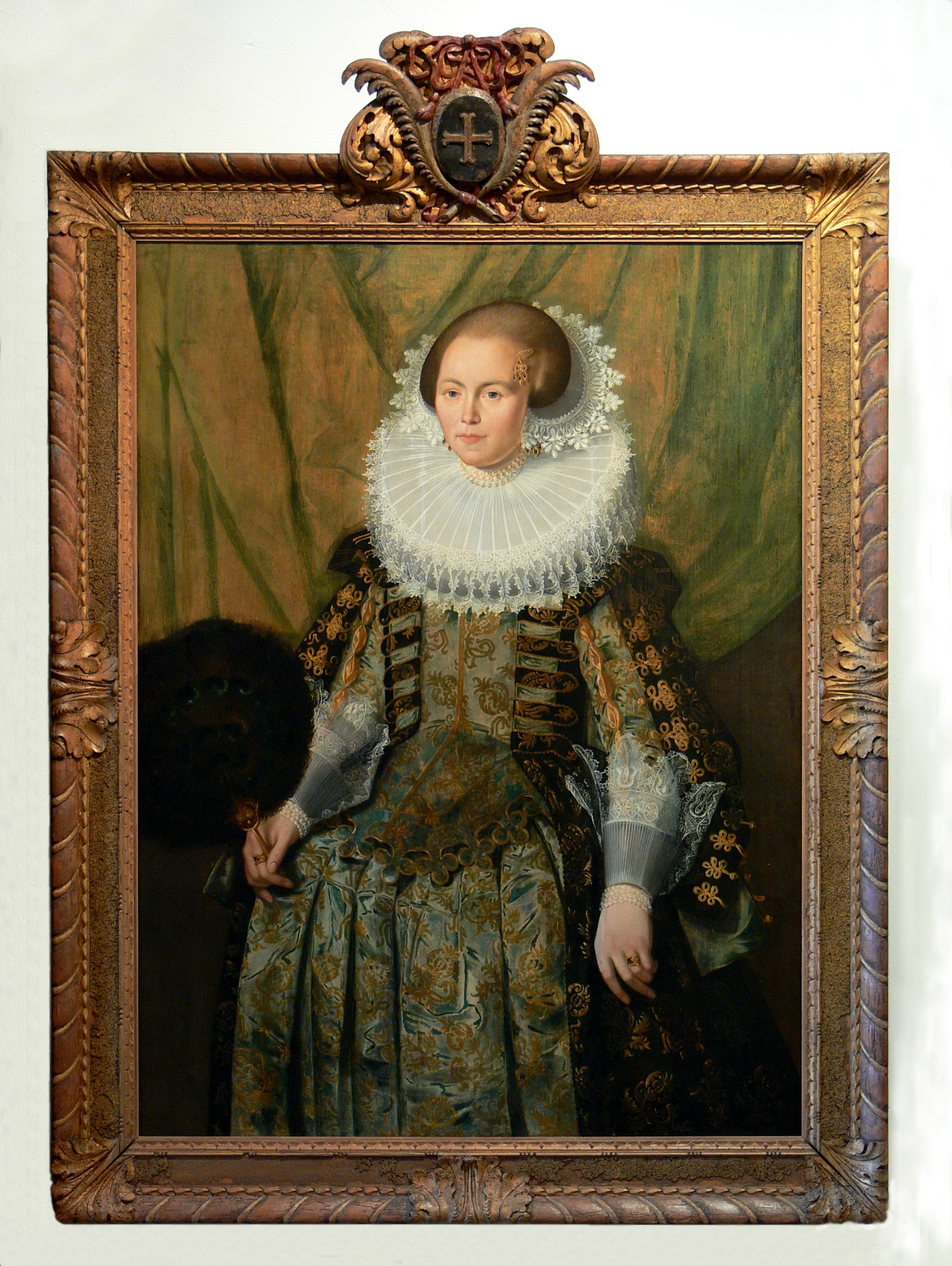
Portret van Eva Ment door Jacob Waben

In 1623 droeg Coen het gezag over aan Pieter de Carpentier en keerde terug naar Nederland. Op 19 september 1623 kwam hij behouden in het vaderland aan. Drie dagen later bracht hij in een vergadering der Heren XVII een uitvoerig verslag uit, en ontving als waardering een gouden keten met medaille, een vergulde degen, en een aanzienlijke geldelijke beloning.
Een jaar later deed hij een voorstel aan de VOC om het monopolie op het transport van de koopwaar voor de VOC te behouden, maar de handel en landbouw onder voorwaarden aan particulieren over te laten. De VOC nam het plan aan, maar heeft het niet uitgevoerd.
In 1623 bepleitte Laurens Reael mogelijk zijn zaak in een brief tegen Coen bij de heren XVII. De Engelsen moesten tot vrienden worden gemaakt en niet tot vijand. De handel in slaven zou leiden tot persoonlijke verrijking. Het roven en moorden in opdracht van de compagnie zou moeten worden gestopt. De handel op China en India moest worden uitgebreid, maar niet gemonopoliseerd. De compagnie zou daarmee zichzelf ruïneren en Reael vroeg zich af waarvan de inlander zou moeten leven. In Jacarta zou iedereen in vrede moeten kunnen handelen. De Chinezen zouden de zijde naar Batavia moeten kunnen brengen, ten voordele van de VOC. Door steun van prins Maurits won aanvankelijk de visie van Coen, maar twee jaar later won Reael en Coen moest inbinden.
In 1624 bood men Coen een tweede maal het gouverneurschap van Indië aan. Hij accepteerde, maar ziekte stelde zijn vertrek uit. Ook de Engelsen probeerden na de Ambonse Moord zijn vertrek naar Indië te verhinderen. In februari 1625 trouwde hij met de 19-jarige Eva Ment, een nicht van Pieter Hasselaer. De Staten-Generaal der Nederlanden verboden Coen zonder hun goedkeuring te vertrekken, ze vreesden voor verwikkelingen met de Engelsen. Incognito reisde hij in 1627 met vrouw en dochter naar Indië aan boord van een van de schepen onder David Pietersz. de Vries en werd voor de tweede keer als gouverneur-generaal aangesteld.

### Tweede termijn als gouverneur-generaal (1627–1629)
Coens tweede termijn begon met de oorlog met Bantam en Mataram. Een aanval door Bantam werd door Coen verijdeld, maar Batavia werd in 1628 en 1629 door een grote troepenmacht van de vorst van Mataram belegerd. Tijdens de eerste belegering deed het in verhouding kleine leger van Coen een uitval en versloeg de slecht bewapende Javanen. Regen en ziektes deden de rest. De tweede belegering in 1629 kwam niet als een verrassing: Coen was erachter gekomen dat grote voedselvoorraden waren aangelegd ten behoeve van een legermacht, en liet die vernietigen. Desondanks stuurde de vorst van Mataram een leger van 100.000 man om Batavia te belegeren, maar moest de belegering wegens voedselgebrek afbreken. Coen heeft dat niet meer meegemaakt. Hoewel hij sinds enige tijd aan dysenterie leed had hij de leiding nog steeds strak in handen. Op de avond voor zijn dood zat hij nog aan de gemeenschappelijke maaltijd. 's Avonds overviel hem de ziekte, waarschijnlijk acute gastro-enteritis, en enkele uren later verklaarde de geneesheer Bontius dat de gouverneur-generaal zelfs niet meer tot de volgende ochtend zou leven. Het was die nacht dat hij overleed, 21 september 1629. Op 22 september werd hij met grote plechtigheid in het stadhuis (omdat bij de belegering van het vorig jaar de kerk was afgebrand) begraven. Zijn stoffelijke resten zijn in 1634 overgebracht naar de opnieuw opgebouwde Hollandsche Kerk aan het Stadhuisplein. Deze kerk is later afgebroken om ruimte te maken voor de pakhuizen van de VOC. Zijn grafzerk is nu te zien in het Wajangmuseum, dat op de plek staat waar eertijds de Hollandsche Kerk stond.

#### Sara Specx
Sara Specx was een kind dat Jacques Specx had verwekt bij een Japanse concubine en naar Batavia had meegenomen toen hij Hirado verliet. De twaalfjarige Sara werd in Coens tuin of in de slaapzaal aangetroffen tijdens het liefdesspel met de 16-jarige vaandrig Pieter Cortenhoeff, een halfbloed afkomstig uit het koninkrijk Arakan. Sara werd door de Raad van Indië, bestaande uit drie personen, waaronder Coen, zijn zwager en neef Pieter Vlak, veroordeeld tot een publieke geseling. Pieter werd onthoofd vanwege het binnendringen van de residentie van de gouverneur-generaal, wat volgens de letter van de wet majesteitsschennis was. Jacques Specx zocht de confrontatie met de heren die zijn dochter hadden laten geselen. Hij dreigde niet ter heilig avondmaal te zullen gaan. De kerkenraad van Batavia ontzegde daarop de rechters de toegang tot het avondmaal. In 1631 berispten de Heren XVII de drie betrokken partijen.

## Typering
Coen stond net als Pieter Both een beleid voor om op agressieve wijze een monopolie te verwerven in de specerijenhandel in de Indische archipel. Om dat te bereiken voerde Coen oorlog tegen Europese rivalen – voornamelijk Spanje (en dus Portugal, dat onder dezelfde koning viel) – en Indische vorsten. Die harde houding was typerend voor de VOC, die destijds was opgericht nadat Nederlandse handelsmissies jarenlang steevast waren verraden, gevangengenomen, gemarteld en vermoord door Spaans-Portugese aanwezigen en hun lokale bondgenoten. Die harde aanpak konden de kleine handelshuizen uit Nederland niet aan en dus groepeerden ze zich uiteindelijk tot de VOC, om een vuist te kunnen maken.
 Jan Pieterz. Coen heeft in onze geschiedschrijving steeds een merkwaardige plaats ingenomen. Nimmer heeft men zijn grootheid onvoorwaardelijk durven erkennen; het algemeene oordeel is: Coen is wel groot, maar... en dan wordt hem steeds zijn beleid bij de verovering der Banda-eilanden verweten, dat hem als een wreed, huichelachtig, onrechtvaardig tiran zou doen kennen.

Net als de Portugezen in Goa zag Coen als doel alle handel te centraliseren en via Batavia te laten verlopen. Hij pleitte bovendien voor een kolonisatiepolitiek van de veroverde gebieden, maar bleek weinig vertrouwen te hebben in de door de VOC geleverde kolonisten. Coen had bovendien een lage dunk van de inlandse bevolking en achtte harde maatregelen volstrekt op hun plaats. Ook beoogde hij de handel op het Keizerrijk China te monopoliseren door havens te bezetten die door Chinese schippers werden aangedaan en oorlog te voeren tegen Spanjaarden en Portugezen om hun aandeel in de lucratieve handel met het onbekende maar rijk geachte China af te buigen naar Batavia.
Coen was een streng gelovig calvinist. Hij onderscheidde zich door zijn militaire bekwaamheden, zijn organisatietalent en doorzettingsvermogen. Als hij overtuigd was van de noodzakelijkheid van een maatregel, voerde hij die desnoods met meedogenloos geweld door. Hij uitte felle kritiek op eenieder die het niet met hem eens was, soms zelfs tegenover zijn meerderen. Van Pagee (2021) beargumenteerde dat verschillende VOC-leiders voor en na Coen met vergelijkbaar geweld optraden, zoals bij de ontvolking van Ai (1616) en het Ceramse schiereiland Hoamohal tijdens de Grote Ambonse Oorlog (1651–1658). Coens daden vormden daarmee geen uitzondering in het gevoerde koloniale beleid: "Steeds weer gold dat de machthebbers in de hele structuur, de Staten-Generaal, prins Maurits, de Heeren Zeventien, dit allemaal goedkeurden."
Zijn optreden is door historici verheerlijkt, maar ook verguisd. "Een tussenweg lijkt nauwelijks mogelijk. Geen compagniedienaar is zo onomwonden voor zijn mening uitgekomen" ook tegenover de bewindhebbers. De middelen, waarop Coen de basis voor de macht van de VOC in de Indische archipel wist te vestigen, waren al voor de onafhankelijkheid van Indonesië aan kritiek onderhevig. H.T. Colenbrander was in 1934 niet de eerste historicus die forse kritiek op Coen leverde. Al aan het einde van de 19e eeuw ontstond kritiek en Coen zou een niets ontziend man van geweld [zijn], die zeer lichtelijk tot harde en strenge maatregelen zijn toevlucht nam en in zijn streven om de baatzuchtige VOC tevreden te stellen, voor niets terugdeinsde.
Volgens Van Pagee (2021) is het onder geschiedschrijvers "gangbaar om zijn gruwelijke daad aan de hand van plussen en minnen zorgvuldig af te wegen, zonder daar vergaande consequenties aan te verbinden. Dus tegenover de moordpartij op Banda (die meestal wordt veroordeeld) plaatst men dan Coens positieve eigenschappen, met de nadrukkelijke mededeling verder geen oordeel te willen vellen."

## Waardering en kritiek na zijn dood

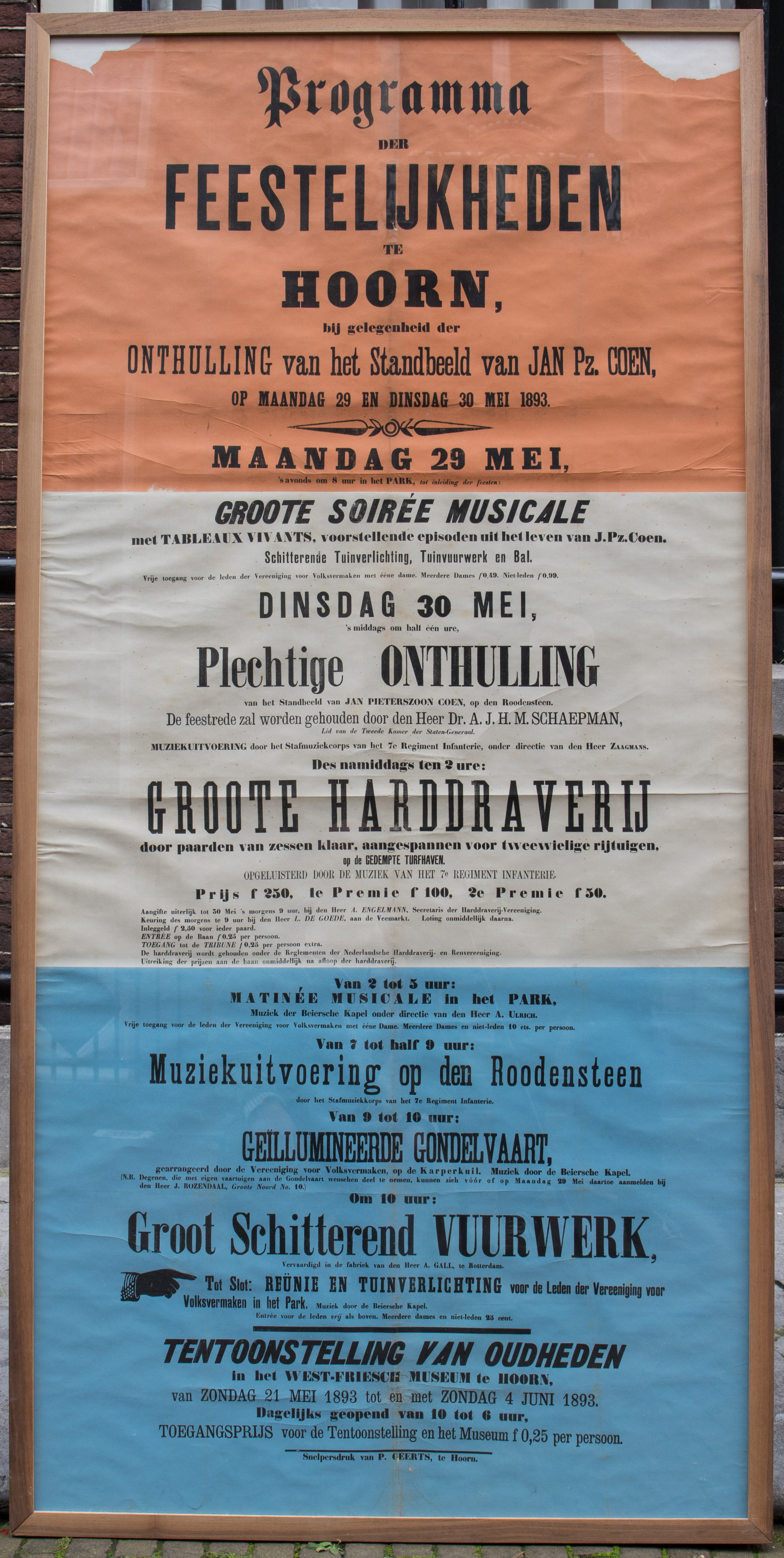
Affiche uit 1893 voor de onthulling van het standbeeld van Jan Pz Coen

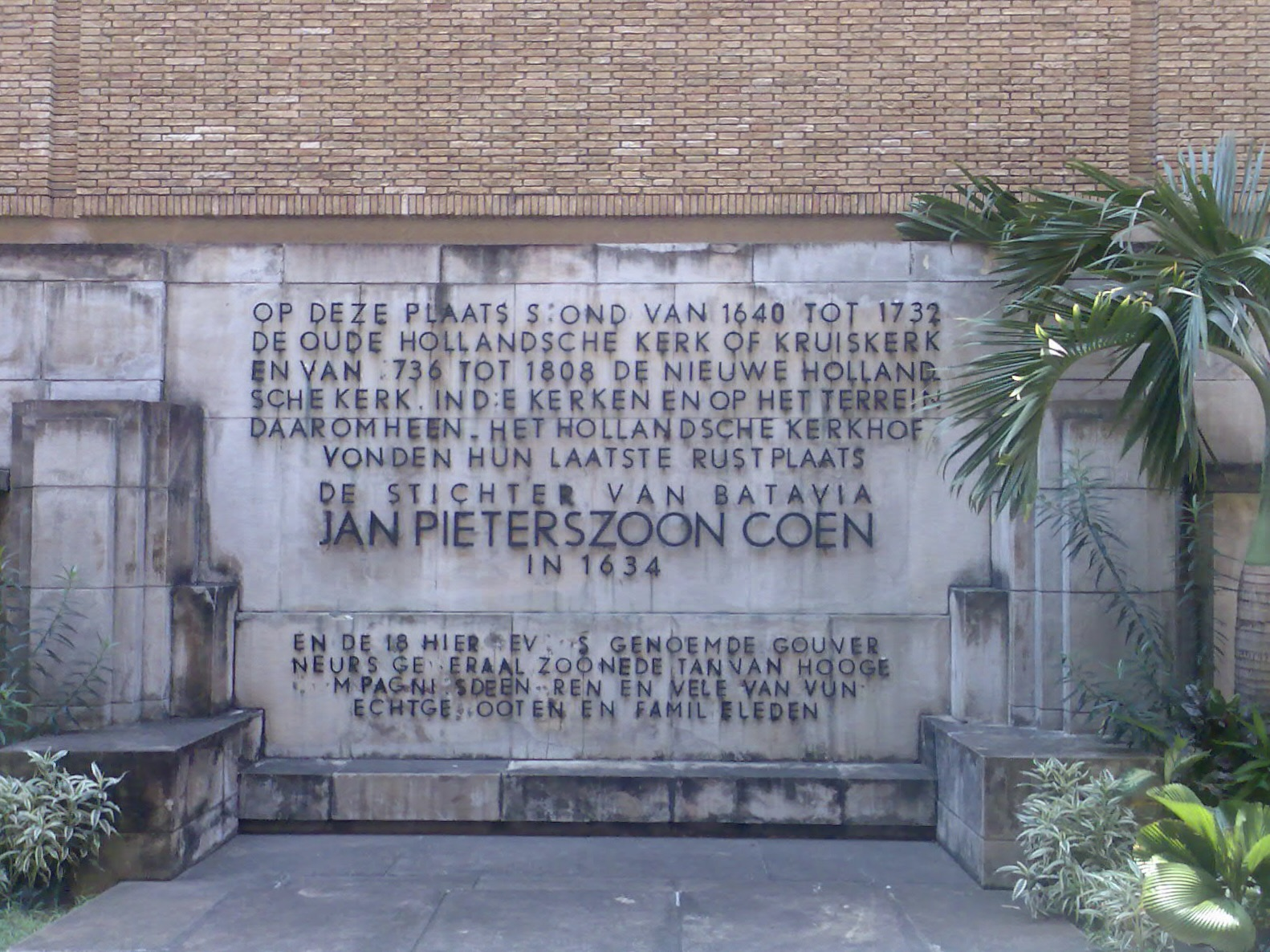
Herdenkingssteen voor Coen; Wayang Museum, Jakarta

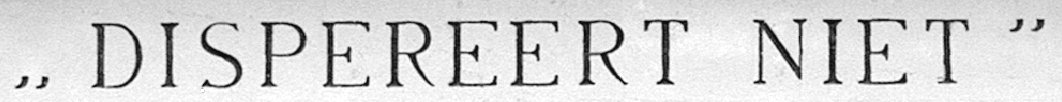
Aanhef bede van Coen op zijn beeld te Hoorn

### Dispereert niet
'Dispereert niet' zijn de eerste twee woorden van wat latere schrijvers zijn 'lijfspreuk' zijn gaan noemen: 'Dispereert niet, ontziet uw vijanden niet, want God is met ons'. Deze woorden zijn afkomstig uit de zogeheten 'smeekbede van Coen', een brief aan de Heeren XVII van 29 september 1618, waarin hij om meer manschappen, geld, schepen en andere zaken smeekte. Die had hij nodig om oorlog te voeren tegen zowel de inheemse bevolking als de concurrerende Engelsen. Hij probeerde de Heeren XVII ervan te overtuigen dat het een goede investering was waar ze geen spijt van zouden krijgen, omdat de christelijke god hen zou bijstaan en doen zegevieren, ondanks eerdere tegenslagen: 'Dispereert niet, ontsiet uwe vijanden niet, daer en is ter werelt niet dat ons can hinderen noch deeren, wandt Godt met ons is, en trect de voor gaende misslagen in geen consequentie, want daer can in Indiën wat grootsch verricht worden.' De laatste zin is door latere schrijvers ook wel veranderd in 'Daar werd wat groots verricht' om te verwijzen naar het succes waarmee de VOC Oost-Indië veroverde; soms echter ook ironisch om de gewelddadige wijze waarmee dit gebeurde te bekritiseren.
Deze woorden uit Coens brief zijn altijd populair gebleven, vooral in protestants-christelijk Nederland. De antirevolutionaire minister-president Hendrik Colijn hield een voordracht onder de titel "Dispereert niet" bij de 350e geboortedag van Coen op 1 februari 1937. Toen koningin Wilhelmina zich op 14 mei 1940 in een proclamatie in diverse dagbladen tot de Nederlandse bevolking richtte, besloot zij deze met: 'Dispereert niet. Doet allen wat U mogelijk is in 's lands welbegrepen belang. Wij doen het Onze. Leve het Vaderland.' De zinspreuk van het Rotterdamsch Studenten Corps luidt 'Dispereert niet' en in de jaren van bezetting gebruikten verschillende schrijvers de spreuk om hun landgenoten een hart onder de riem te steken. In 1941 publiceerde de romancier en schrijver van jeugdboeken K. Norel een levensverhaal van Coen onder de titel `Dispereert niet'. Een jaar later kwamen de Friese broers Hendrik en Ale Algra met een lijvig geschiedwerk vanuit gereformeerd perspectief, 'Dispereert niet. Twintig eeuwen historie der Nederlanden.'

### Standbeelden

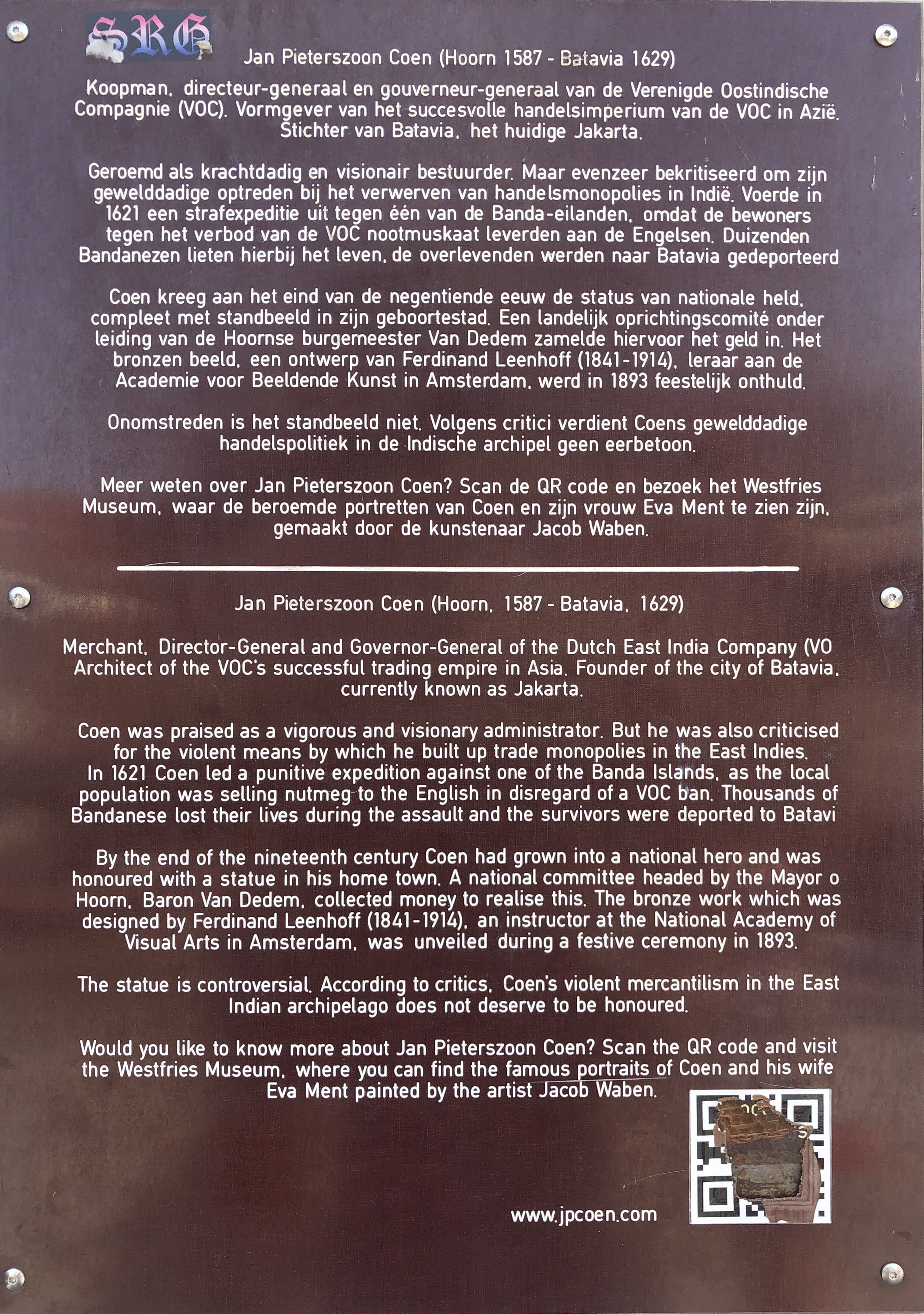
De plaquette die in 2012 op het standbeeld van Jan Pieterszoon Coen in Hoorn geplaatst is

In Batavia werd op 4 september 1876 aan de voorkant van het paleis te Weltevreden een standbeeld van Coen onthuld van de hand van Eugène De Plyn. Landsarchivaris en mede-directeur van het Koninklijk Bataviaasch Genootschap van Kunsten en Wetenschappen J.A. van der Chijs (1886) bekritiseerde deze beslissing: "Ware voor Coen niet reeds een standbeeld opgerigt, ik betwijfel of zulks nog zoude verrijzen. Aan zijn naam kleeft bloed." Dit standbeeld is tijdens de Japanse bezetting op 7 maart 1943 vernield.
In Nederland zijn er verschillende monumenten die aan Coen herinneren. Het bekendste is het negentiende-eeuwse bronzen standbeeld in Hoorn, met daarop de woorden 'Dispereert niet' (wanhoop niet). Het beeld is in 1887 vervaardigd door Ferdinand Leenhoff en staat sinds 1893 op de Roode Steen. Dezelfde lijfspreuk is ook te vinden op Coen's beeltenis op een van de hoeken van de Amsterdamse Beurs van Berlage (Damrak - Oude Brugsteeg).
Na een burgerinitiatief discussieerde de gemeenteraad van Hoorn in 2011 over het wijzigen of aanvullen van de tekst op de sokkel. In 2012 werd een nieuwe, uitgebreide tekst in het Nederlands en Engels bij het beeld geplaatst, waarin vermeld staat dat Coen omstreden is, onder meer door zijn optreden op Banda. Het bord vermeldt dat hij enerzijds wordt gezien wordt als krachtdadig en visionair bestuurder, maar "evenzeer wordt bekritiseerd om zijn gewelddadig optreden". En: "Volgens critici verdient Coens gewelddadige handelspolitiek in de Indische archipel geen eerbetoon."
In (aanloop naar) 2023 zwol de kritiek op het standbeeld opnieuw aan. De Koninklijke Nederlandse Academie van Wetenschappen (KNAW) wijdde in september een apart hoofdstuk aan Coen's beeltenis in haar rapport "Wankele sokkels - Omstreden monumenten in de openbare ruimte". De Werkgroep slavernijverleden Hoorn trachtte daarop in de Hoornse gemeenteraad de 'stemmen van diegenen die eeuwenlang niet gehoord zijn' te vertolken. Desalniettemin bood de gemeente Hoorn geen excuses aan voor het slavernijverleden. In februari 2024 schoof Hoorn de discussie over het standbeeld opnieuw voor zich uit.

## Trivia
- Joost van den Vondel uitte in zijn gedicht Het Lof der Zeevaert kritiek op het VOC-beleid zoals dat door Coen werd uitgevoerd in Nederlands-Indië. Vondel veroordeelt hierin het geweld en de roof, en pleit voor een humane behandeling van de Indische bevolking.[55]
- J. Slauerhoff baseerde een toneelstuk op Jan Pietersz. Coen.
- In 1966 werd de nieuwe tunnel onder het Noordzeekanaal in het westen van Amsterdam, de Coentunnel, vernoemd naar de Coenhaven; deze haven is vernoemd naar Jan Pietersz Coen.
- In de Javaanse traditie (geschreven in Sastra Gending door Agoeng de Grote) had de Javaan in Batavia zichzelf de bijnaam van J.P. Coen als Mur Jangkung (Oude spelling: Moer Djang Koeng) wat "De Lange" betekent. Het kan echter komen van het Javaanse accent om "Jan Coen" te noemen, klonk "Djang Koeng".